# Tokyo Symphony Orchestra

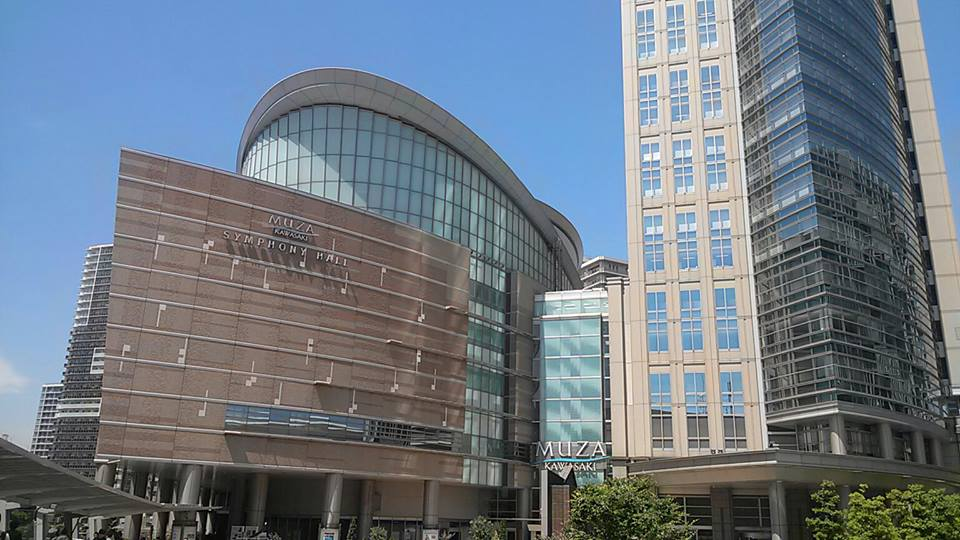
Hauptspielstätte des Tokyo Symphony Orchestra: die Muza Kawasaki Symphony Hall

Das Tokyo Symphony Orchestra (japanisch 東京交響楽団, Transkription: Tōkyō Kōkyō Gakudan, auch kurz TSO) ist ein 1946 gegründetes, japanisches Sinfonieorchester. Hauptspielstätte ist die 1997 Plätze fassende Muza Kawasaki Symphony Hall in Kawasaki, Präfektur Kanagawa. Das TSO zählt zu den großen professionellen Orchestern der Metropolregion Tokio und ist Mitglied der Japanischen Orchestervereinigung (japanisch 日本オーケストラ連盟, Nihon Ōkesutora Renmei). 

## Geschichte
Das Orchester wurde 1946 unter dem Namen Toho Symphony Orchestra (japanisch 東宝交響楽団, Tōhō Kōkyō Gakudan) von der Film- und Theaterproduktionsgesellschaft Tōhō gegründet. An der Spitze des Orchesters stand in den Anfangsjahren bis 1964 der Dirigent Masashi Ueda (1904–1966). Weitere Dirigenten in der Frühzeit waren Konoe Hidemaro, in den 1950er und 1960er Jahren dann Arvīds Jansons und Eduard Strauss II. 1951 wurde es von Radio Tōkyō, dem späteren Tokyo Broadcasting System, übernommen und in Tokyo Symphony Orchestra umbenannt.
Nach dem Rückzug des Senders aus der finanziellen Förderung 1964 musste sich das Orchester reorganisieren. Im selben Jahr übernahm der Dirigent Kazuyoshi Akiyama die Leitung, er wurde zum ersten  Musikdirektor des TSO ernannt. In seiner Amtszeit von rund 40 Jahren lag der Schwerpunkt neben dem klassischen Repertoire auf der Spätromantik – insbesondere auf Mahler, auf der Moderne und auf Premieren zeitgenössischer Musik. Die erste Auslandstournee unternahm das Orchester 1976 nach Nordamerika. Seit der Eröffnung des Neuen Nationaltheaters Tokio 1997 begleitete das TSO dort im Wechsel mit anderen Orchestern die Opern- und Ballett-Aufführungen. Im Bereich der Musikvermittlung rief das Orchester bereits 2001 in Kooperation mit der Suntory Hall die Reihe Abonnement-Konzerte für Kinder ins Leben.
Im Amt des Musikdirektors folgte auf Akiyama 2004 der Niederländer Hubert Soudant. Neben dem bisherigen Akzent aufs 19. und 20. Jahrhundert rückte er verstärkt wieder Werke von Haydn, Mozart, Beethoven und Schubert ins Programm. Im Juli 2004 wurde das TSO das offizielle Orchester der Stadt Kawasaki und der neu eröffneten Muza Kawasaki Symphony Hall, in der es seitdem einen eigenen Abonnement-Zyklus und eine Reihe Masterpiece Classics unterhält.
Bei der Erdbebenkatastrophe 2011 wurde die Deckenkonstruktion der Halle schwer beschädigt, obwohl das Epizentrum mehr als 300 Kilometer entfernt war. Die Reparaturarbeiten dauerten zwei Jahre, in denen das Orchester auf andere Spielstätten ausweichen musste. 2013 feierte das TSO die Wiedereröffnung des Gebäudes mit einem Festival, an dem neben japanischen Orchestern auch die Wiener Philharmoniker, das Concertgebouw-Orchester und die Berliner Philharmoniker teilnahmen.
Dritter Musikdirektor in der Geschichte des TSO wurde 2014 der Brite Jonathan Nott, vorher Chefdirigent der Bamberger Symphoniker. Bereits ein Jahr nach Amtsantritt wurde sein Vertrag bis 2026 verlängert. Zum 70. Geburtstag des Orchesters 2016 erfolgte ein Gastspiel im Goldenen Saal des Wiener Musikvereins.
Seit 2018 bietet das TSO auch eine digitale Reihe Music & Video Subscription an. Das wegen der COVID-19-Pandemie als Livestream übertragene Konzert im März 2020 wurde von rund 200.000 Menschen landesweit verfolgt. Ende Juni 2020 gab das Orchester als eines der ersten landesweit wieder ein komplettes Sinfoniekonzert in der Suntory Hall ohne wesentliche Reduzierung der Besetzung – allerdings ohne die Mitglieder, die aus dem Ausland nicht anreisen konnten.

## Gegenwart
Das TSO gibt rund 160 Konzerte im Jahr. Zu den Hauptspielstätten gehören die Muza Kawasaki Symphony Hall, das Neue Nationaltheater Tokio, die Suntory Hall und das Tokyo Metropolitan Theatre.
Seit der ersten Tournee außerhalb Japans 1976 gab das Orchester 78 Auslandskonzerte in 58 Städten (Stand 2020). In der Statistik der japanischen Orchestervereinigung über das Jahr 2018 verzeichnete das Tokyo Symphony Orchestra 84 Musiker. Es verbuchte 244.200 Besucher pro Jahr und lag somit landesweit unter den rund 25 größten Mitgliedsorchestern auf dem zweiten Platz hinter dem Tokyo Philharmonic Orchestra. In einem Ranking des Magazins Classical Voice North America wurde es 2018 als Japan’s best orchestra at the moment („zur Zeit bestes Orchester Japans“) bezeichnet.
Neben klassischen Werken spielte das TSO auch Musik zu Filmen und Videospielen ein, u. a. Godzilla – Die Rückkehr des Monsters (1984) und Die Legende der Prinzessin Kaguya (2013).

## Ur- und Erstaufführungen
Das TSO bestritt im Lauf der Jahre mehr als 200 Ur- und japanische Erstaufführungen von Werken der zeitgenössischen Musik. Zu den wichtigen Uraufführungen des Orchesters gehörten u. a. das Requiem for Strings von Toru Takemitsu, ein Auftragswerk von 1957. Zu den Erstaufführungen in Japan zählten u. a. die Opern Das Mädchen mit den Schwefelhölzern von Helmut Lachenmann (2000, konzertant), Kojiki von Toshirō Mayuzumi (2001, konzertant) sowie von John Adams die Multimedia-Oper El Niño (2003) und die Oper A Flowering Tree (2008).

## (Chef-)Dirigenten und Musikdirektoren
- Masashi Ueda (1945–1964)
- Kazuyoshi Akiyama (1964–2004)
- Hubert Soudant (2004–2014)
- Jonathan Nott (seit 2014)